# Hansi Gnad
Hans-Jürgen « Hansi » Gnad, né le 4 juin 1963, à Darmstadt en Allemagne de l'Ouest, est un joueur et entraîneur allemand de basket-ball. Il évoluait au poste de pivot.

## Palmarès
- Champion d'Europe 1993
- Coupe Korać 1998
- MVP du championnat d'Allemagne 1989